# Bill Alexander
William Alexander Paterson, noto semplicemente come Bill Alexander (Hunstanton, 23 febbraio 1948) è un regista teatrale britannico.

## Biografia
Bill Alexander è nato a Hunstanton, figlio di William Paterson e Rosemary McCormack. Dopo la laurea in letteratura inglese all'Università di Keele, Alexander ha iniziato a lavorare come regista presso il Bristol Old Vic nel 1974 e qui ha diretto allestimenti di opere di Shakespeare, Noël Coward e Alan Ayckbourn. Nel 1975 si è unito al Royal Court come regista associato, ottenendo grandi apprezzamenti per la sua regia di Nemico di classe di Nigel Williams.
Nel 1977 si è unito alla Royal Shakespeare Company come assistente alla regia di Trevor Nunn e John Barton. Duranti i suoi quattordici anni con la compagnia, Alexander ha diretto apprezzati allestimenti del Tartuffo di Molière, Cimbelino di Shakespeare e Volpone di Ben Jonson. Nel 1980 ha debuttato sulle scene internazionali dirigendo Tradimenti di Harold Pinter a Tel Aviv, mentre nel 1986 ha vinto il Premio Laurence Olivier per la miglior regia per Le allegre comari di Windsor. Negli anni successivi ha diretto Sean Bean in Sogno di una notte di mezza estate (1986), La dodicesima notte con Harriet Walter (1987) e Il mercante di Venezia con Antony Sher (1987). Nel 1992 ha lasciato la Royal Shakespeare Company per diventare direttore artistico del Birmingham Repertory Theatre, con cui è rimasto sette anni dirigendo numerosi classici del teatro rinascimentale e moderno.
È sposato con l'artista Juliet Harmer dal 1977 e la coppia ha avuto due figlie.